# Жалгизкарагай
Жалгизкарага́й (каз. Жалғызқарағай) — село у складі Аккольського району Акмолинської області Казахстану. Адміністративний центр Жалгизкарагайського сільського округу.
Населення — 349 осіб (2021; 505 у 2009, 772 у 1999, 871 у 1989).
Національний склад станом на 1989 рік:
- казахи — 36 %
- росіяни — 33 %.

До 2007 року село називалося Приозерне.